# 飛現象

在一張靜態圖像中，接續消失的點會造成移動的錯覺。在丁香追逐者這種錯覺中，消失的地方會被綠色所取代。

一個貝塔運動的範例。貝塔運動時常和飛現象被互相混淆，但這兩個是不同的錯視現象

飛現象（英語：Phi phenomenon）是一個由马科斯·韦特墨在1912年的一篇期刊文章《Experimental Studies on the Seeing of Motion》所提出的知覺錯覺現象（錯視）。其中描述一連串靜態圖片卻會造成移動的錯覺。在討論電影和視訊原理時，常會被誤認為貝塔運動。但這兩個其實是不同的現象。
在典型的飛現象實驗中，觀眾被要求看兩個接續出現的圖片。在第一張圖片的左邊會有一條線，而在第二張圖片則是在右邊有一條線。這兩張圖片可能會快速呈現或是讓觀眾有幾秒的時間觀看。在呈現兩張圖片之後，觀眾要描述他們看到了什麼。
觀看者在結合了這兩張圖片的時間和空間訊息之後，即使觀眾看到的是兩個分離的線條，觀眾仍然會報告出在這兩條線之間有東西移動的感覺。觀眾似乎看到了一個和背景顏色相同的空間或是「雲」在移動。飛現象的發現對於格式塔心理學（Gestalt psychology）而言是重要的發現。

## 外部連結
- Phi is not Beta （页面存档备份，存于） – An explanation of the difference between the beta and phi phenomena, with online demonstrations of both, and a stronger version of phi than that found by Wertheimer.
- The Myth of Persistence of Vision Revisited – A detailed explanation of how the perception of motion in film and video differs from the simplest notions of "persistence of vision", with mention of the erroneous use of phi as a revised explanation.